# Piper laevigatum
Espèce
Statut de conservation UICN

 LC  : Préoccupation mineure
Piper laevigatum est une espèce de plantes à fleurs de la famille des Piperaceae trouvée en Colombie, au Panama et au Pérou. 

## Publication originale
- Nova Genera et Species Plantarum (quarto ed.) 1: 56. 1815[1816]. (29 Jan 1816)